# Sutiyoso

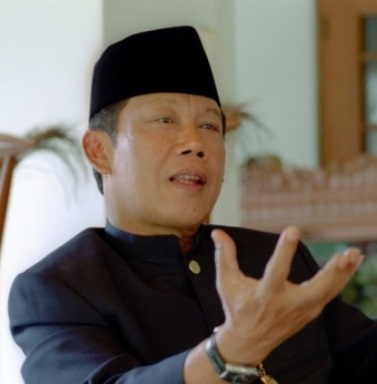
Sutiyoso

Sutiyoso (* 6. Dezember 1944 in Semarang, Niederländisch-Indien) ist ein ehemaliger indonesischer Generalleutnant, Politiker der Indonesischen Partei für Gerechtigkeit und Einheit PKPI (Partai Keadilan dan Persatuan Indonesia) und Sportfunktionär, der unter anderem von 1997 bis 2007 Gouverneur von Jakarta sowie zwischen 2015 und 2016 Leiter des Staatlichen Geheimdienstes BIN (Badan Intelijen Negara) war. Als Sportfunktionär war er zwischen 2004 und 2008 Präsident des Nationalen Badminton-Verbandes PBSI (Persatuan Bulutangkis Seluruh Indonesia) sowie zugleich zwischen 2005 und 2011 Präsident der Asiatischen Badminton-Föderation BAC (Badminton Asia Confederation).

## Werdegang

### Militärische Laufbahn und Gouverneur von Jakarta
Sutiyoso, Sohn von Tjitrodihardjo und Sumini, begann nach dem Besuch der High School SMA (Sekolah Menengah Atas) eine Offiziersausbildung an der Militärakademie (Akademi Militer) und trat 1968 als Offizier in die Infanterie des Heeres (Tentara Nasional Indonesia Angkatan Darat) der Streitkräfte Indonesiens ein. Nach verschiedenen Verwendungen als Offizier und Stabsoffizier war er zwischen 1988 und 1992 nacheinander Leiter der Stabsabteilung Personal, Leiter der Stabsabteilung Operation sowie zuletzt stellvertretender Kommandeur der Spezialeinheit Kopassus (Komando Pasukan Khusus). 1994 wurde er zunächst Chef des Stabes sowie im Anschluss als Generalmajor (Mayor Jenderal) 1996 als Nachfolger von Generalmajor Wiranto Kommandeur des regionalen Militärkommandos Jaya in Jakarta (Kodam Jaya/Jayakarta). Diesen Posten bekleidete er bis 1997, woraufhin Generalmajor Sjafrie Sjamsoeddin seine Nachfolge antrat. 1997 schied er als Generalleutnant (Letnan Jenderal) aus dem aktiven Militärdienst.

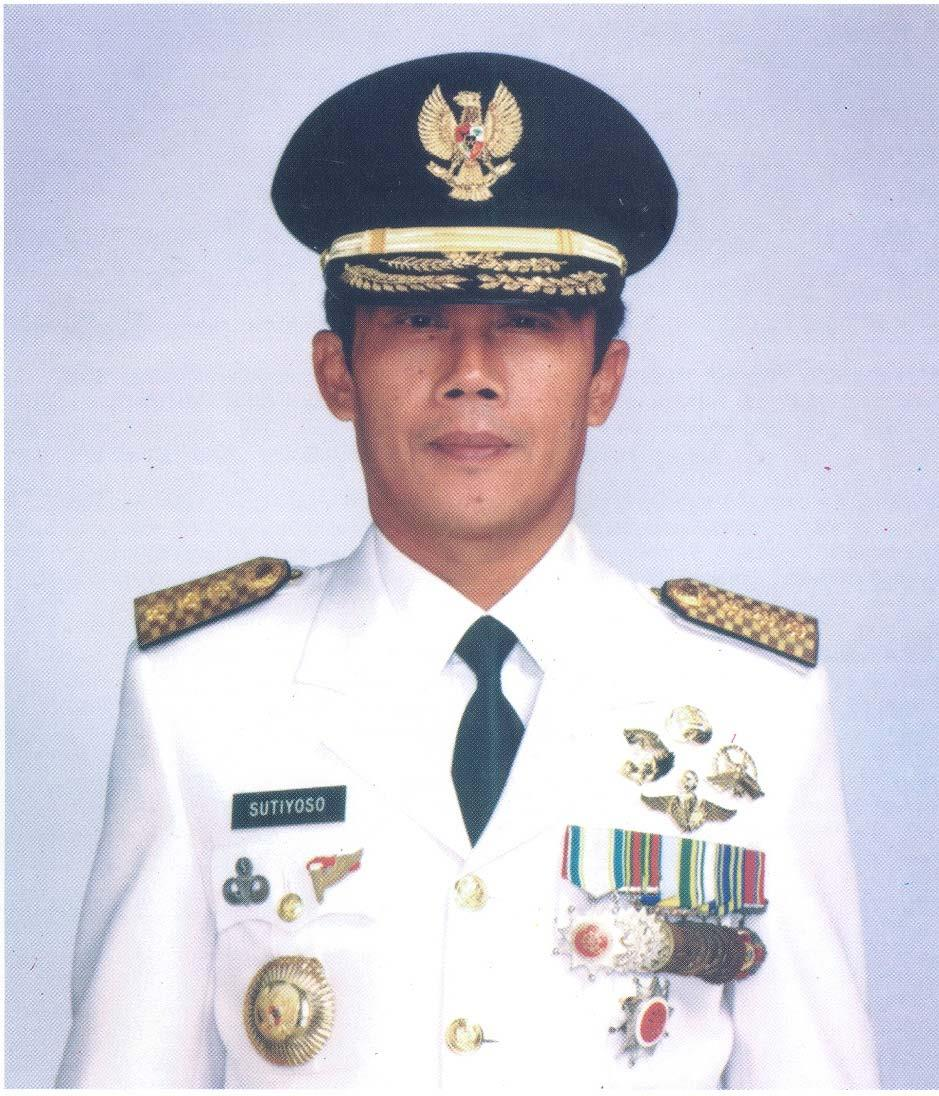
Sutiyoso als Gouverneur von Jakarta

Am 6. Oktober 1997 übernahm Sutiyoso als Nachfolger von Soerjadi Soedirdja den Posten als Gouverneur von Jakarta. Er hatte diesen zehn Jahre lang bis zum 7. Oktober 2007 inne und wurde daraufhin von Fauzi Bowo abgelöst. Am 13. Dezember 1999 besetzten 4000 Kämpfer der Front der Verteidiger des Islams FPI (Front Pembela Islam) für mehr als zehn Stunden das Amt der Regionalregierung von Jakarta und forderten den Gouverneur Sutiyoso auf, während des Monats Ramadan alle Diskos, Kinos, Restaurants und Massagesalons zu schließen. Die Aktion erfolgte als Antwort auf ein Dekret der Regierung, das vorsah, dass Vergnügungsstätten nur während der ersten zwei Tage des Ramadans zu schließen hatten. Nach einem langen Treffen mit der FPI, an dem auch der Polizeichef Nugroho Jayusman teilnahm, erklärte der Gouverneur seine Unterstützung für die Forderungen der FPI und verbot in einem Rundschreiben die Öffnung der Vergnügungsstätten für den gesamten Monat Ramadan. Das Zugeständnis des Gouverneurs war ein glänzender strategischer Erfolg für die FPI, zumal dieser auch im nächsten Jahr per Rundschreiben die Schließung der Vergnügungsstätten von Jakarta im Ramadan verfügte. Anfang 2001 revidierte jedoch Sutiyoso auf Druck der Unterhaltungsindustrie die Regeln hinsichtlich der Öffnungszeiten im Ramadan und erlaubte den betreffenden Lokalen wieder, am Abend zu öffnen. Die FPI reagierte darauf mit der Drohung, ein totales Verbot durchzusetzen. Im Oktober 2003 ließ die FPI dem Gouverneur von Jakarta ein Schreiben zukommen, in dem sie erneut die Schließung aller Vergnügungsstätten während des Ramadans und der ersten Woche des Schawwāl forderte. Nachdem 2002 Megawati Sukarnoputri zur Staatspräsidentin gewählt worden war, ließ er als Gouverneur von Jakarta einen hohen Zaun mit bewachten Pforten um den Freiheitsplatz (Medan Merdeka) errichten. Besucher können den Platz kostenlos betreten, während Straßenverkäufer, Obdachlose, Bettler und andere soziale Randgruppen ausgeschlossen sind.

### Badminton-Funktionär und Leiter des Staatlichen Nachrichtendienstes
Neben seiner militärischen und politischen Laufbahn engagierte sich Sutiyoso als Sportfunktionär und war als Nachfolger von Chairul Tanjung zwischen 2004 und seiner Ablösung durch Djoko Santoso 2008 Präsident des Nationalen Badminton-Verbandes PBSI (Persatuan Bulutangkis Seluruh Indonesia). Zugleich war als Nachfolger des Südkoreaners Kang Young-joong zwischen 2005 und seiner Ablösung durch den Japaner Katsuto Momii 2011 Präsident der Asiatischen Badminton-Föderation BAC (Badminton Asia Confederation). Ferner war er von 2006 bis 2011 Präsident des Amateurfunkverbands von Indonesien ORARI (Organisasi Amatir Radio Indonesia). Am 13. April 2010 löste er die frühere Staatsministerin für Frauenförderung Meutia Hatta als Vorsitzender der Partei für Gerechtigkeit und Einheit PKPI (Partai Keadilan dan Persatuan Indonesia) ab und bekleidete diese Funktion bis zu seiner Ablösung durch Isran Noor am 15. Juni 2015. 
Sutiyoso selbst wurde zuletzt am 6. Juli 2015 Nachfolger von Generalleutnant Marciano Norman als Leiter des Staatlichen Nachrichtendienstagentur BIN (Badan Intelijen Negara Indonesia) und hatte diesen Posten bis zum 9. September 2016, woraufhin der ehemalige General der Polizei Budi Gunawan sein Nachfolger wurde. Aus seiner Ehe mit Setyorini gingen die Kinder Yessy Riana Dilliyanti sowie Renny Yosnita Ariyanti hervor.